# Mutluca, Şanlıurfa
Mutluca là một xã thuộc thành phố Şanlıurfa, tỉnh Şanlıurfa, Thổ Nhĩ Kỳ. Dân số thời điểm năm 2011 là 1.351 người.